# روز قدردانی از مدیران سامانه
روز قدردانی از ادمین سامانه (انگلیسی: System Administrator Appreciation Day) که به عنوان روز ادمین سامانه نیز از آن یاد می‌شود یک رویداد سالانه است که توسط یک مدیر سامانه به نام تد ککاتوس نام‌گذاری شده‌است. این روز برای قدردانی از کار مدیران سامانه و بقیه کارکنان فناوری اطلاعات نام‌گذاری شده‌است و هر ساله آخرین جمعه ماه ژوئیه است.

## تاریخچه
اولین روز قدردانی از مدیران سامانه 28 ژوئیه سال 2000 میلادی جشن گرفته شد. ککاتوس توسط عکسی در مجلهٔ اچ پی که که همکارانی را که با گل و جعبهٔ میوه از مدیر سامانه‌ای برای نصب پرینترهای جدید قدردانی می‌کردند نشان می‌داد، الهام بخشیده شده بود.
تد ککتاوس همان موقع پرینترهای هم مدلی را در محل کارش نصب کرده بود.
وبسایت رسمی روز مدیر سامانه شامل پیشنهادها بسیاری برای برگزاری این روز است که بیشتر شامل کیک و بستنی می‌شود. وب سایت‌های بین‌المللی بسیاری این روز را جشن می‌گیرند.
بسیاری از گیک‌ها و کسب کارهای اینترنتی مانند اورایلی مدیا این روز را با پیشنهاد محصولات ویژه یا مسابقات جشن می‌گیرند.